# Jeff Daniels
Jeffrey Warren Daniels (* 19. února 1955 Athens, Georgie) je americký filmový herec, režisér a zpěvák.

## Počátky
Narodil se ve městě Athens v Georgii do rodiny majitele dřevařské firmy Roberta Lee Danielse. Navštěvoval školy v Michiganu, kde také v roce 1976 svá studia ukončil. O dva roky později se stěhoval do New Yorku, kde se krátce věnoval divadlu. V mládí hrál také baseball.

## Kariéra
Před kamerou se objevil poprvé v roce 1980 a to konkrétně v seriálu Hawaii Five-O. Filmovou premiéru si odbyl v roce 1981, a to ve snímku Miloše Formana Ragtime. V roce 1985 se představil ve snímku Purpurová růže z Káhiry a v roce 1986 ve filmu Něco divokého. Za role v obou filmech byl nominován na Zlatý glóbus. Vidět jsme jej dále mohli ve snímcích jako Arachnofobie, Hráč, Gettysburg či Nebezpečná rychlost. Do širokého povědomí se poté dostal díky filmu z roku 1994 s názvem Blbý a blbější, kde si zahrál po boku Jima Carreyho.
Zahrál si i ve filmech jako Cesta domů, Městečko Pleasantville, Hodiny, Obyčejní hrdinové, Dobrou noc a hodně štěstí, Všude dobře, proč být doma, Na odstřel či Kvílení.
Jeho kritiky nejoceňovanější rolí je role Bernarda Berkmana ve snímku Sépie a velryba z roku 2005, za kterou si vysloužil nominaci mimo jiné i na Zlatý glóbus.
Za svou kariéru také nahrál několik písní. Vyzkoušel si také režii snímky Super lux a Escanaba in da Moonlight.

## Osobní život
V roce 1979 si vzal za ženu Kathleen Rosemary Treado. Dnes společně žijí v městečku Chelsea v Michiganu a vychovávají syny Benjamina a Lucase a dceru Neille.

## Filmografie

### Film
| Rok  | Název                            | Role                       | Poznámky |
| ---- | -------------------------------- | -------------------------- | --- |
| 1981 | Ragtime                          | P. C. O'Donnell            | |
| 1983 | Cena za něžnost                  | Flap Horton                | |
| 1985 | Purpurová růže z Káhiry          | Tom Baxter/Gil Shepherd    | nominace – Zlatý glóbus v kategorii nejlepší mužský herecký výkon – muzikál nebo komedie |
| 1985 | Marie                            | Eddie Sisk                 | |
| 1986 | Něco divokého                    | Charles Driggs             | nominace – Zlatý glóbus v kategorii nejlepší mužský herecký výkon – muzikál nebo komedie |
| 1986 | Hořkost                          | Richard                    | |
| 1987 | Zlaté časy rádia                 | Biff Baxter                | |
| 1988 | Dům na Carroll Street            | Cochran                    | |
| 1988 | Tanec sladkých srdcí             | Sam Manners                | |
| 1989 | Proč Italové nepoužívají gril?   | Ray Macklin                | |
| 1990 | Arachnofobie                     | Ross Jennings              | Cena Saturn v kategorii nejlepší mužský herecký výkon v hlavní roli |
| 1990 | Vítej doma, Roxy Carmichaelová   | Denton Webb                | |
| 1991 | Láska bolí                       | Paul Weaver                | |
| 1991 | Řezníkova žena                   | Dr. Alex Tremor            | |
| 1992 | Timescape                        | Ben Wilson                 | International Fantasy Film Award v kategorii nejlepší mužský herecký výkon v hlavní roli |
| 1992 | Zlatá žíla                       | Willis Embry               | |
| 1993 | Rain Without Thunder             | Jonathan Garson            | |
| 1993 | Gettysburg                       | Joshua Chamberlain         | nominace – Chicago Film Critics Association Award v kategorii nejlepší mužský herecký výkon ve vedlejší roli |
| 1994 | Nebezpečná rychlost              | Harry Temple               | |
| 1994 | Blbý a blbější                   | Harry Dunne                | |
| 1995 | Cesta domů                       | Lyman Fellers              | |
| 1996 | Fly Away Home                    | Thomas Alden               | |
| 1996 | Drsný a drsnější                 | Alvin Strayer              | |
| 1996 | 101 dalmatinů                    | Roger Dearly               | |
| 1997 | Ještě blbější                    | Charlie Tuttle             | |
| 1998 | Městečko Pleasantville           | Bill Johnson               | nominace – Satellite Award v kategorii nejlepší mužský herecký výkon ve vedlejší roli – muzikál nebo komedie |
| 1999 | Můj nejoblíbenější marťan        | Tim O'Hara                 | |
| 1999 | Zuřivost                         | Warren Harding             | |
| 2000 | Otevřené oči                     | Ed Saxon                   | |
| 2000 | Podvodníci                       | Dr. Gerard Plecki          | |
| 2001 | Escanaba in da Moonlight         | Reuben Soady               | také scenárista a režisér |
| 2002 | Super lux                        | Fred Barlow                | také scenárista a režisér |
| 2002 | Krvavá stopa                     | Jasper Noone               | |
| 2002 | Hodiny                           | Louis Waters               | nominace – Screen Actors Guild Award v kategorii nejlepší herecké obsazení (film) |
| 2003 | Bohové a generálové              | poručík Joshua Chamberlain | |
| 2003 | Toxin                            | James Rhodes               | |
| 2004 | Obyčejní hrdinové                | Ben Travis                 | |
| 2004 | Pět starých známých              | Modrý muž                  | |
| 2005 | Sépie a velryba                  | Bernard Berkman            | Gotham Award v kategorii nejlepší herecké obsazení nominace – Zlatý glóbus v kategorii nejlepší mužský herecký výkon – komedie nebo muzikál nominace – Independent Spirit Award v kategorii nejlepší mužský herecký výkon nominace – London Film Critics Circle Award v kategorii herec roku nominace – Národní společnost filmových kritiků v kategorii nejlepší mužský herecký výkon (2. místo) |
| 2005 | Co způsobil Winn-Dixie           | kazatel                    | |
| 2005 | Dobrou noc a hodně štěstí        | Sig Mickelson              | nominace – Gotham Award v kategorii nejlepší filmové obsazení nominace – Screen Actors Guild Award v kategorii nejlepší herecké obsazení |
| 2006 | Rodinná dovolená a jiná neštěstí | Travis Gornicke            | |
| 2006 | Pochybná sláva                   | Alvin Dewey                | |
| 2007 | Komplic                          | Lewis                      | nominace – Satellite Award v kategorii nejlepší mužský herecký výkon ve vedlejší roli (film) |
| 2007 | Maminčin mazánek                 | Mert Rosenbloom            | |
| 2007 | A Plumm Summer                   | Vypravěč                   | |
| 2008 | Vesmírní opičáci                 | Zartog (hlas)              | |
| 2008 | Zrádce                           | Carter                     | |
| 2009 | Na odstřel                       | George Fergus              | |
| 2009 | O smyslu života                  | Arlen Faber                | |
| 2009 | Všude dobře, proč být doma       | Jerry Farlander            | |
| 2009 | Papírový hrdina                  | Richard Dunn               | |
| 2010 | Kvílení                          | profesor David Kirk        | |
| 2012 | Looper                           | Abe                        | |
| 2013 | Quad                             | Mickey                     | |
| 2014 | Návrat blbýho a blbějšího        | Harry Dunne                | |
| 2015 | Steve Jobs                       | John Sculley               | |
| 2015 | Marťan                           | Teddy Sanders              | |
| 2016 | Aliance                          | David                      | |
| 2018 | The Catcher Was a Spy            | Bill Donovan               | |
| 2019 | Guest Artist                     | Joseph Harris              | |

### Televize
| Rok       | Název                               | Role              | Poznámky |
| --------- | ----------------------------------- | ----------------- | --- |
| 1980      | Breaking Away                       | Student           | díl: „Pilot“ |
| 1980      | Hawaii Five-O                       | Neal Forrester    | díl: „The Flight of the Jewels“ |
| 1982      | American Playhouse                  | Jed Jenkins       | díl: „The Fifth of July“ |
| 1989      | No Place Like Home                  | Mike              | TV film |
| 1991      | Saturday Night Live                 | Moderátor         | díl: „Jeff Daniels/Color Me Badd“ |
| 1992      | Šéf                                 | Tom Noonan        | TV film |
| 1993      | Frasier                             | Doug              | díl: „Dalekohled“ |
| 1995      | Saturday Night Live                 | Moderátor         | díl: „Jeff Daniels/Luscious Jackson“ |
| 2000      | Generál                             | George Washington | TV film |
| 2000      | Podvodníci                          | Dr. Gerard Plecki | TV film |
| 2004      | Loučím se, děvče                    | Elliot Garfield   | TV film |
| 2008      | Sweet Nothing in My Ear             | Dan Miller        | TV film |
| 2012–2014 | Newsroom                            | Will McAvoy       | 25 dílů Cena Emmy v kategorii nejlepší mužský herecký výkon v dramatickém seriálu (2013) nominace – Zlatý glóbus v kategorii nejlepší mužský herecký výkon v dramatickém seriálu (2002) nominace – Cena Emmy v kategorii nejlepší mužský herecký výkon v dramatickém seriálu (2014–15) nominace – Satellite Award v kategorii nejlepší mužský herecký výkon v dramatickém seriálu (2012–13) nominace – Screen Actors Guild Award v kategorii nejlepší mužský herecký výkon v dramatickém seriálu |
| 2017      | Godless                             | Frank Griffin     | 7 dílů nominace – Critics' Choice Television Award v kategorii nejlepší mužský herecký výkon v TV filmu/limitovaném seriálu nominace —Screen Actors Guild Award v kategorii nejlepší mužský herecký výkon v TV filmu/limitovaném seriálu |
| 2018      | The Looming Tower                   | John O’Neill      | 10 dílů |
| 2018      | The Emperor's Newest Clothes        | Vládce (hlas)     | televizní speciál |
| TBA       | Připravovaný seriál o Jamesi Comeym | James Comey       | hlavní role, minisérie |